# Rotterdamsche Bank

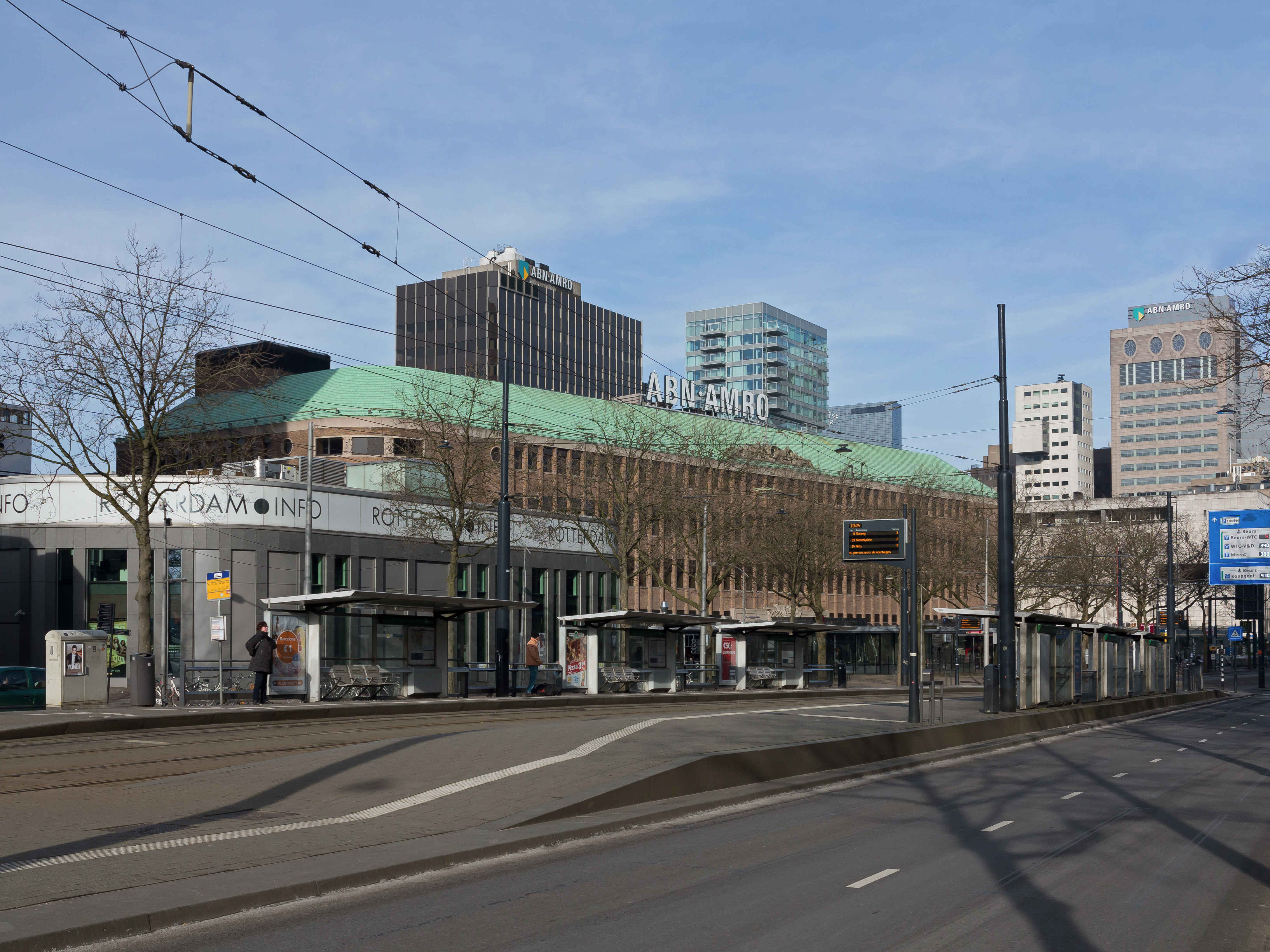
Het bankgebouw van de Rotterdamsche Bank aan de Coolsingel werd in 1941 gebouwd

De Rotterdamsche Bank (RB) – tussen 1911 en 1947 Robaver (Rotterdamsche Bank Vereeniging) geheten – was een Nederlandse bank en voorloper van AMRO Bank en het daaruit voortkomende ABN AMRO.

## Geschiedenis
In 1863 werd de Rotterdamsche Bank opgericht door een groep zakenlieden en bankiers, onder wie Marten Mees, die partner was in R. Mees & Zoonen (RMZ). Mees stond daarmee, zonder dat te beseffen, aan de basis van wat een belangrijke concurrent zou worden van zijn eigen Rotterdamse bank. Doelstelling van de RB was het inrichten van een kredietinstituut voor bedrijven die in Nederlands-Indië actief waren, naar model van de Britse Colonial Bank. Het bankgebouw van de Rotterdamsche Bankvereeniging stond aan de Boompjes.
De Rotterdamsche Bank was in 1879 betrokken bij het boekhoudschandaal rondom Lodewijk Pincoffs, en leed daardoor aanzienlijke verliezen. Hierna zou het bedrijf zich noodgedwongen moeten terugtrekken op de Nederlandse markt.
Onder bestuur van Willem Westerman maakte RB een periode van groei door. In 1911 fuseerde RB met de Deposito- en Administratie Bank (opgericht in 1900) tot de Rotterdamsche Bankvereeniging (Robaver). Door fusie met Determeijer Weslingh & Zn. (opgericht in 1765) in hetzelfde jaar werd Robaver een beursgenoteerde bank, de fusie tussen de Rotterdamsche Bank en het Amsterdamse Determeijer Weslingh & Zn. zorgde wel voor commotie, door de aloude rivaliteit tussen de grote steden. Latere overnames waren die van Labouchere, Oyens & Co. (opgericht als Ketwich & Voombergh in 1790), en de Nationale Bank uit Den Haag. Daarnaast werd een groot aantal lokale banken overgenomen. In een paar jaar groeide Robaver sneller dan alle 50 jaren daarvoor, en werd een van de grootste bankbedrijven van het land.
Vanaf 1916 werd het bedrijf uitgebreid door het opzetten van de Nationale Bankvereeniging (Natobank) (Utrecht) en Zuid-Nederlandsche Handelsbank (Zuidbank) in Tilburg. Robaver was grootaandeelhouder in deze twee banken. Op 31 december 1920 werden Zuidbank en Natobank samengevoegd, en op 1 januari 1929 werd het geheel geïntegreerd in Robaver. In dezelfde periode werden ook buiten Nederland diverse activiteiten ontplooid, waaronder het opzetten van de  Bank voor Indië, Hollandsche Bank voor Zuid-Amerika, Hollandsche Bank voor de Middellandsche Zee, Hollandsche Bank voor West-Indië en de Russisch-Hollandsche Bank.
Na de bloeiperiode die volgde op de Eerste Wereldoorlog werd het economische klimaat meer pessimistisch als gevolg van de Duitse economische problemen. Robaver was een belangrijk slachtoffer van de bankcrisis in de periode 1922 tot 1925. Oorzaak hiervan was het vrijwel ongelimiteerd verstrekken van kredieten, zonder dat daar voldoende reserves tegenover stonden. Vooral de bestuurlijke relaties ("interlocking directorates") tussen Robaver en Müller & Co was een bijdragende oorzaak van Robaver's problemen.  Op instructie van minister van financiën Hendrik Colijn sprong De Nederlandsche Bank in 1924 bij, maar moesten wel deelnames in buitenlandse banken worden afgestoten. Vanaf 1927 herstelde Robaver zich, toen het diepste dal van de crisis voorbij was.
In 1928 stond Robaver aan de wieg van de Vrouwenbank, als reactie op het toenemend aantal vrouwelijke klanten. De Vrouwenbank zou tot 1971 bestaan, als gevolg van het emancipatieproces bleek er in die tijd geen behoefte meer aan een bank speciaal voor vrouwen.
Al vanaf juli 1939 hadden Robaver en de Amsterdamsche Bank (AB) fusieplannen, die nagenoeg geheel waren uitgewerkt. Het naderen van de Tweede Wereldoorlog, en het anticiperen op de gevolgen daarvan voor Nederland dwongen de bedrijven er toe deze plannen voorlopig in de ijskast te plaatsen. Tijdens het bombardement op Rotterdam werd het gebouw aan de Boompjes bovendien verwoest, waarop van 1941 tot 1948 een nieuw pand werd gebouwd aan de Coolsingel.
In 1947 wijzigde Robaver zijn naam weer naar Rotterdamsche Bank. In 1960 werd bekend dat de bank de Nationale Handelsbank zou overnemen. De fusieplannen met de Amsterdamse Bank van voor de oorlog werden begin jaren zestig weer opgepakt, hetgeen leidde in 1964 tot een fusie tot Amsterdam-Rotterdam Bank, beter bekend als AMRO Bank, dat op dat moment zijn hoofdkantoor in Amsterdam kreeg.

## Oud-bestuurders
- Karel Paul van der Mandele
- Joannes Pieter van Tienhoven (1910–1924)
- Willy van der Vorm (sinds 1942)

## Referentielijst
1. ↑  Colvin, Christopher L. (17 februari 2014). Interlocking directorates and conflicts of interest: the Rotterdamsche Bankvereeniging, Müller & Co. and the Dutch financial crisis of the 1920s. Business History 56 (2): 314–334. ISSN: 0007-6791. DOI: 10.1080/00076791.2013.771342.
2. ↑  Rotterdamse Bank. Architectuur in Rotterdam, bekeken op 20 november 2014
3. ↑  Nationaal Archief, Den Haag, Rotterdamsche Bank, nummer toegang 2.18.33, Beschrijving van het archief, p. 10, gedownload van www.nationaalarchief.nl, geraadpleegd op 2 augustus 2020